# Moi, Antoine de Tounens, roi de Patagonie
Moi, Antoine de Tounens, roi de Patagonie är en roman från 1981 av den franske författaren Jean Raspail. Den handlar om den franske äventyraren Orélie-Antoine de Tounens, som 1860 utropade det sydamerikanska landet Araukanien och Patagonien som självständigt, och hade titeln som dess kung de nästföljande 18 åren. Chile och Argentina erkände aldrig landet och myndigheterna betraktade Tounens som galen. Bokens titel betyder "Jag, Antoine de Tounens,
Patagoniens kung".
Romanen gavs ut 2 maj 1981 av éditions Albin Michel. Den tilldelades Grand Prix du roman de l'Académie française samma år. Den är förlaga till filmen Le roi de Patagonie från 1990, med Frédéric van den Driessche och Omar Sharif i huvudrollerna.